# Barbus elephantis
Barbus elephantis är en fiskart som beskrevs av Boulenger, 1907. Barbus elephantis ingår i släktet Barbus och familjen karpfiskar. Inga underarter finns listade.